# Sphingius vivax
Sphingius vivax är en spindelart som först beskrevs av Tamerlan Thorell 1897. Sphingius vivax ingår i släktet Sphingius och familjen månspindlar.
Artens utbredningsområde är Myanmar. Inga underarter finns listade i Catalogue of Life.